# Billy Herrington
Billy Herrington (North Babylon, Nueva York, 14 de julio de 1969-Palm Springs, 3 de marzo de 2018) fue un actor pornográfico estadounidense, conocido por su trabajo en pornografía gay.

## Biografía
Herrington creció en Long Island aprendiendo kárate de su padre, un sensei. Tenía interés en boxeo, lucha y artes marciales, pero no empezó a practicar culturismo hasta que tuvo 24 años, después de irse a la ciudad de Nueva York.
Herrington empezó su carrera como modelo erótico cuando su entonces novia presentó sus fotos de desnudos a la revista Playgirl. Las fotografías le hicieron ganar el concurso de "Verdaderos Hombres del Mes" y un premio de $ 500. Su aparición en la revista llamó la atención del famoso fotógrafo Jim French, pero pasaron dos años antes de que Herrington posara para sus primeros calendarios de la revista gay Colt  a las órdenes de  French. Posteriormente Herrington estuvo filmando porno gay para la productora All Worlds Video. 
Herrington se convirtió en una de las estrellas de cine adulto homosexual más conocidas de finales de la década de 1990, apareciendo en programas de televisión como Love Connection y el programa de entrevistas de Ricki Lake. Herrington afirmó que la industria del cine para adultos lo ayudó a entender su bisexualidad.
Entre sus papeles protagonistas está el emperador romano en la película danesa HotMen CoolBoyz (2000), producida por la compañía Zentropa de Lars von Trier, también conocido por películas como After the Wedding (2006) nominada al Oscar y Dogville (2003) protagonizada por Nicole Kidman.
La escena de Herrington en Conquered con Nino Bacci, Colton Ford, Blake Harper y Jay Ross ganó la "Mejor Escena de Sexo en Grupo" en los Premios Grabby ("Grabbys") de 2001.
De vez en cuando, Herrington realizaba striptease en diversos bares gais de Estados Unidos.

### Meme de internet
Herrington se ha convertido en un meme de Internet entre las comunidades en línea después de que se publicara un clip de uno de sus videos de entrenamiento en Niconico, un sitio web japonés para compartir vídeos. Se han realizado miles de videos parodias de él, muchos de los cuales utilizan malas interpretaciones deliberadas (soramimi) de las líneas de sus películas. Es cariñosamente llamado "Gran Hermano" (兄貴, aniki) entre la comunidad de Niconico, y la mayoría de sus vídeos son intencionadamente etiquetados erróneamente como "Serie de lucha" (レスリングシリーズ resuringu shirīzu), "Hada del bosque" (森の妖精 mori no yōsei), "Filosofía" (哲学 tetsugaku),o los tres.
Herrington visitó Japón en febrero de 2009 para asistir a un evento en línea en vivo organizado por Niconico y el fabricante de kits de garaje Good Smile Company. Herrington dijo que estaba halagado y honrado por la creatividad de sus fanes. Una figura de Herrington de edición limitada fue anunciada para su lanzamiento en julio de 2009. Se anunciaron otras dos figuras de acción de Herrington de ediciones limitadas para las vacaciones de Halloween y Navidad. La figura de Halloween fue lanzada en octubre de 2009 y la de Navidad fue lanzada en diciembre del mismo año; ambas son exclusivas de Nico Nico Chyokuhan.
El 10 de octubre de 2017, un token de Ethereum ERC-20 llamado Token de Gachimuchi  fue hecho en honor a Herrington y la comunidad meme. Sin embargo, el proyecto token se cerró debido a la falta de desarrolladores dispuestos a trabajar en el proyecto.

## Muerte
El 3 de marzo de 2018, Herrington murió en un accidente automovilístico a los 48 años de edad.

## Videografía
- 9½ Pulgadas (1998) (Thor Producciones)
- Wrestlers: Fantasías de músculo 2 (1998) (Lata-Soy Producciones)
- Workout: Fantasías de músculo 3(1999) (Lata-Soy Producciones)
- Hombre de minuto 17 (1999) (Colt Estudios)
- Hombre de minuto 18 (1999) (Colt Estudios)
- Tienda de cuerpo (1999) (Todos los Mundos)
- Trofeos de verano (1999) (Pacific Diversión de Sol)
- Cuentos del Foxhole (1999) (Todos los Mundos)
- Jugando con Fuego 2 (2000) (Todos los Mundos)
- El Enlace Final (2000) (Todos los Mundos)
- Señores Del Locker habitación (2000) (Lata-Soy Producciones)
- HotMen CoolBoyz (2000) (Zentropa)
- Conquistado (2001) (Todos los Mundos)
- Trampa de carne (2001) (Estudios de Zorro)
- Músculos en cueros (2002) (Colt Estudios)
- Ryker Web (2003) (#Arena)
- Solo de Hombre del minuto 27: Tiros Grandes (2006) (Colt Estudios)

## Premios y nominaciones
- 2000 - Colt Man of the Year

Premios Eróticos de Video Gay para Adultos
- 2002 – Ganador –Mejor escena de sexo en grupo (para conquistado)[14]
- 2002 – Nominado – Mejor actor (por Conquistado)
- 2002 – Nominado – Mejor trío (por Conquistado)

GayVN Awards
- 2002 – Nominado – Mejor actor (por Conquistado)
- 2002 – Nominado – Mejor escena de sexo en grupo (por Conquistado)